# Teodoro (palatino)
Teodoro (em latim: Theodorus) foi um oficial do século VI, ativo no reinado do imperador Maurício (r. 582–602). Em 590, permitiu que a comitiva mantida pelo recém-falecido Zemarco em Centocelas fosse transferida a sua viúva Luminosa. Considerando que a comitiva provavelmente era financeira, deve ter sido um oficial financeiro enviado à Itália de um dos escrínios financeiros de Constantinopla.